# Чако (провинция)
Вижте пояснителната страница за други значения на Чако.
Провинция Чако (на испански: Provincia del Chaco) е една от 23-те провинции на Аржентина. Тя е с площ от 99 633 км2. Намира се в северната част на страната. Според преброяването на населението през 2022 г. Понастоящем там живеят много от потомците на първите български емигранти в Аржентина.  Населението на провинцията е 1 142 963 души. Административен център е град Ресистенсия.